# Laue (cráter)

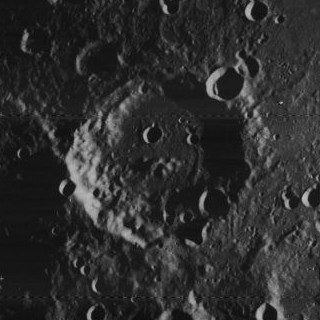
Fotografía de la misión Lunar Orbiter 4 (1967)

Laue es un cráter de impacto lunar situado sobre el borde sursudoeste y el suelo interior de la enorme planicie amurallada del cráter Lorentz. Se encuentra en la cara oculta de la Luna, justo más allá de la extremidad oeste-noroeste. Bajo condiciones de libración y de iluminación solar favorables, esta zona se puede ver en un ángulo muy oblicuo desde la Tierra.
|  |

Se trata de una formación de cráteres moderadamente desgastada, con varios pequeños cráteres sobre su borde. El más grande de estos es un pequeño cráter que se introduce ligeramente en el sector noreste del brocal. Otro impacto con forma de copa situado encuentra al este-sureste del límite de la plataforma. La pared interior es generalmente más estrecha en el lado norte que en el resto, lo que puede haber sido el resultado de la heterogeneidad del terreno en el que se formó el impacto.
Un par de crestas centrales de baja altura se ubican justo al sur del punto medio del cráter, con un pequeño cráter en forma de copa situado dentro del suelo interior al noroeste del centro. El resto del suelo es relativamente llano, pero está marcado por una serie de pequeños cráteres.

## Cráteres satélite
Por convención estos elementos son identificados en los mapas lunares poniendo la letra en el lado del punto medio del cráter que está más cercano a Laue.
|      | \| Laue \| Coordenadas \| Diámetro \| \| ---- \| ------------------------------- \| -------- \| \| G \| 27°48′N 93°12′O / 27.8, -93.2 \| 36 km \| \| U \| 28°48′N 101°24′O / 28.8, -101.4 \| 56 km \| |          |
| Laue | Coordenadas | Diámetro |
| G    | 27°48′N 93°12′O / 27.8, -93.2 | 36 km    |
| U    | 28°48′N 101°24′O / 28.8, -101.4 | 56 km    |